# کالج اسپلمن
کالج اسپلمن (به انگلیسی: Spelman College) یک کالج هنرهای آزاد زنانه در ایالات متحده آمریکا است که در جورجیا واقع شده‌است.